# Лаптев, Виктор Петрович
Виктор Петрович Лаптев (24 декабря 1925— 7 марта 1974) — советский военнослужащий, участник Великой Отечественной войны, стрелок 241-го гвардейского стрелкового полка 75-й гвардейской стрелковой дивизии 30-го стрелкового корпуса 60-й армии Центрального фронта, гвардии красноармеец, Герой Советского Союза (1943) , позднее — капитан второго ранга.

## Биография
Родился 24 декабря 1925 года в селе Решоты ныне Нижнеингашского района Красноярского края. По другим данным, родился в Воткинске (современная Удмуртия) и затем жил в городе Канске и селе Решоты.

## В годы войны
В январе 1943 года В. П. Лаптев призван в Красную Армию и был направлен в город Ачинск (Красноярский край) в пехотное училище. В августе 1943 года ввиду тяжёлого положения на фронте курсантов училища отправили на пополнение действующей армии в звании рядовых. Гвардии красноармеец Лаптев стал стрелком 2-го стрелкового батальона 241-го гвардейского стрелкового полка 75-й гвардейской стрелковой дивизии.
23 сентября 1943 года вместе с полком В. П. Лаптев форсировал реку Днепр в 35 км севернее города Киев, в районе сёл Глебовка и Ясногородка (Вышгородский район Киевской области). В должности связного действовал самоотверженно и безупречно, своевременно и бесперебойно обеспечивал связью взвода роты, одновременно поднося боеприпасы. Приказом по полку был награждён медалью «За отвагу».
На протяжении 23-25 сентября участвует в тяжёлых боях за удержание плацдарма до подхода основных сил дивизии. Командир 241-го гвардейского стрелкового полка гвардии подполковник Бударин Н. П. написал в наградном листе: 

24.9.43 года в числе первых стрелков 2-го батальона полка форсировал Днепр. Рота, в которой находился тов. Лаптев, была разрезана противником на части. В количестве 5 бойцов Лаптев был окружён противником числом до 40 человек. Противник сжимал кольцо с криком «Русь, сдавайся». Лаптев взял командование на себя и сказал бойцам — живыми не сдадимся. В течение 6 часов горсточка храбрецов отбивалась от противника, который семь раз поднимался в контратаку, но вынужден был ложиться снова. Лично тов. Лаптев в этом бою уничтожил 15 гитлеровцев, после чего поднял своих бойцов, гранатами прорвал кольцо и вышел к своим не потеряв ни одного человека.

25.9.43 года будучи в ночной разведке тов. Лаптев уничтожил гранатами станковый пулемёт и его расчёт, от которого наше подразделение несло большие потери. Возвратившись с разведки дал очень ценные сведения о огневых средствах, их расположении, благодаря чего эти огневые точки были подавлены нашей артиллерией. За свои подвиги достоин присвоения звания «Герой Советского Союза».
Указом Президиума Верховного Совета СССР от 17 октября 1943 года за отвагу и героизм, проявленные при форсировании Днепра, захвате и удержании плацдарма гвардии красноармейцу Лаптеву Виктору Петровичу присвоено звание Героя Советского Союза с вручением ордена Ленина и медали «Золотая Звезда» .
В июне 1944 года направлен на учёбу в Военно-морское авиационно-техническое училище имени Молотова, располагавшееся в городе Перми .

## В послевоенные годы
После окончания в 1945 году ВМАТУ им. В. М. Молотова по специальности «Авиационный механик» с присвоением звания «ст. сержант», В. П. Лаптев проходил службу на флоте. В 1950 году поступил в Киевское высшее военно-морское политическое училище. По окончании КВВМПУ в 1953 году и присвоения звания «лейтенант» получил направление в Севастополь на линкор «Новороссийск». Был вахтенным офицером во время гибели линкора в 1955 году. Служил в Севастополе в бригаде торпедных катеров, в городах Северодвинске, Полярном, Феодосии, посёлке Роста Мурманской области в военно-морских соединениях, в том числе, на подводных лодках. В 1960 году закончил Военно-политическую академию им. В. И. Ленина. Капитан второго ранга.
Умер 7 марта 1974 года в госпитале Североморска Мурманской области после автомобильной аварии. Похоронен на кладбище посёлка Дергачи в Севастополе.

## Награды
- Медаль «Золотая Звезда» № 1561 Героя Советского Союза (17 октября 1943);
- орден Ленина.
- медали.

## Память
- Памятник на кладбище Героев в Севастополе.
- На родине Героя, на центральной площади посёлка Нижний Ингаш сооружён мемориал Памяти участникам Великой Отечественной войны 1941—1945 гг., на котором увековечено его имя[12].
- В посёлке Нижняя Пойма Нижнеингашского района Красноярского края его имя носит улица[13].
- В учебном центре Сухопутных войск Вооружённых сил Украины «Десна» установлен бюст Героя.
- В 2015 году Решотинской средней школе № 1 было присвоено имя Героя Советского Союза В. П. Лаптева.